# Baltijsk
Baltijsk (rusky Балтийск, polsky Piława, litevsky Piliava), do roku 1946 Pillau (německy; rusky Пилла́у, česky Pilava), je město v Kaliningradské oblasti, exklávě Ruské federace. Leží na severní části Viselské kosy oddělující Viselský záliv od Gdaňského zálivu, a to přímo na kraji Baltijského průlivu, který oba zálivy propojuje. Nachází se také na Sambijském poloostrově. Přístav je domovem ruské Baltské floty. Žije zde přibližně 27 tisíc obyvatel.

## Historie města

### Pilava vesnicí
Na místě dnešního města stála původně rybářská vesnice baltského kmene Prusů. V letech 1336 a 1430 je v dobových dokumentech zmíněná vesnice Pilen, od níž také pochází německé pojmenování města Pillau z pruského slova pils – česky pevnost. V blízkosti vesnice proběhla v roce 1370 bitva mezi Řádem německých rytířů a Litevským velkoknížectvím. Místo se začalo rychle rozvíjet po sérii dvou silných bouří v letech 1479 a 1510, kdy se u města vytvořila laguna mezi Viselským a Gdaňským zálivem. Osada se stala jedním z nejdůležitějších přístavů tehdejšího Pruska. Tzv. Blockhaus (opevněný srub) byl postaven v roce 1537, sklady v roce 1543 a první opevnění 1550. Během třicetileté války přístav obsadili Švédové pod velením krále Gustava II. Adolfa. Po válce Švédové v Pilavě zůstali a postavili zde bastionovou pevnost. V roce 1635 zaplatili místní občané 10 000 tolarů Švédsku, aby jejich město opět přešlo pod pruskou správu.

### Pilava městem
S koncem 17. století přišel výrazný rozvoj osady. Byl postaven maják a kamenný kostel. Sám ruský car Petr Veliký zavítal do přístavu při své cestě do západní Evropy v roce 1697. Městská práva získala Pilava roku 1725 dekretem krále Fridricha Viléma I. Následně byla v roce 1745 postavena městská radnice v barokním stylu. Bohužel tato budova byla kompletně zničena při bombardování města v roce 1945. Během sedmileté války (přesně v letech 1758–1762) obsadila Pilavu ruská vojska. V červnu 1807 dobyla město francouzská armáda pod velením Napoleona, ale zbytek 19. století již proběhl ve městě bez jakýchkoliv katastrof. V roce 1865 byl přístav spojen s Königsbergem pomocí železnice a 1871 Němci zmodernizovali místní pevnost. Velice negativně zapůsobilo na místní ekonomiku zprovoznění kanálu mezi Vislanským zálivem a Köninsbergem v listopadu 1901, kdy se místní přístav dostal mimo hlavní lodní trasy. V roce 1902 se město Pilava spojilo s dosud samostatnou pevností a počet obyvatel dosáhl sedmi tisíc.

### První a druhá světová válka
Se začátkem první světové války byla většina mužstva z pevnosti poslána na frontu. Nakonec bylo z Pilavy vysláno do boje 903 místních občanů, z nichž se 89 nikdy nevrátilo. V listopadu 1918 zachvátily město revoluční protesty, které zorganizovala místní rada vojáků a dělníků. Některé posádky lodí se připojili k povstalcům, většina ale odplula do Švédska. Povstání bylo krvavě potlačeno v březnu 1919. Po válce se z města stala vojenská základna a volný vstup do něj byl zakázán.
S nadcházející druhou světovou válkou získával přístav opět na důležitosti. V roce 1933 se zde usídlila minolovná flotila, rok na to bylo postaveno letiště, námořní letecká základna vznikla v roce 1939, výcvikové centrum pro ponorky pak v roce 1940. Na konci války se stala Pilava klíčovým přístavem pro operaci Hannibal. Cílem operace bylo evakuovat veškeré německé obyvatelstvo z Pobaltí do Německa před postupující Rudou armádou. Od ledna do dubna 1945 prošlo přístavem na 450 000 uprchlíků. Dne 5. února 1945 provedli na město Sověti nálet, který zničil většinu starého města. Němci před příchodem Rudé armády vyhodili dne 24. dubna 1945 přístav do povětří. Rudá armáda obsadila město následujícího dne.

### Pilava jako součást SSSR a Ruska
Po válce se stala Pilava součástí SSSR, přístav byl přejmenován na Baltijsk (znamenající v ruštině Baltské město). Zbytek německého obyvatelstva byl odsunut a do města se nastěhovali převážně Rusové z Povolží, středního Ruska a Běloruska. Přístav se stal sídlem Baltské floty, a tak se Baltijsk stal uzavřeným městem. Do města byl zákaz vstupu cizincům a Rusové se do Baltijsku dostali pouze na speciální povolení. Ve městě byla v době Studené války postavena letecká základna. Baltijsk je společně Kaliningradem jediným ruským přístavem v Baltském moři, který v zimě nezamrzá.
Po rozpadu SSSR v roce 1991 se město stalo součástí Ruska. Status uzavřeného města byl sice zrušen, ale díky existenci námořní vojenské základny je pohyb osob stále omezen. Ve městě byl postaven pomník caru Petru Velikému a carevně Alžbětě I. V roce 2004 byla část pobaltské námořní základny předána ministerstvu dopravy po použití v obchodní lodní dopravě.

## Obyvatelstvo

Východní Prusko (vyznačeno červeně) na mapě tehdejšího Německa z roku 1871

### Vývoj obyvatelstva v průběhu doby
| Rok       | 1782  | 1875  | 1890  | 1933  | 1939   | 1959   | 1970   | 1979   | 1989   | 2002   | 2010   | 2021   |
| Obyvatelé | 1 300 | 3 196 | 3 303 | 7 577 | 10 980 | 17 378 | 20 300 | 23 568 | 27 070 | 33 252 | 32 697 | 33 946 |

### Aktuální složení obyvatelstva
Při sčítání lidu v roce 2010 bylo etnické složení v městě následující:
| - 85,8 % Rusové - 5,9 % Ukrajinci - 4,2 % Bělorusové - 0,7 % Tataři - 0,4 % Litevci - 0,4 % Němci |  | - 0,3 % Poláci - 0,2 % Arméni - 0,2 % Kazaši - 0,2 % Čuvaši - 1,7 % ostatní |

### Významné osobnosti města
- Karl Heinrich Barth (1847–1922) – německý klavírní virtuóz
- Otto Dempwolff (1871–1938) - německý jazykovědec
- Renate Garisch-Culmberger (* 1939) – východoněmecká atletka

## Galerie

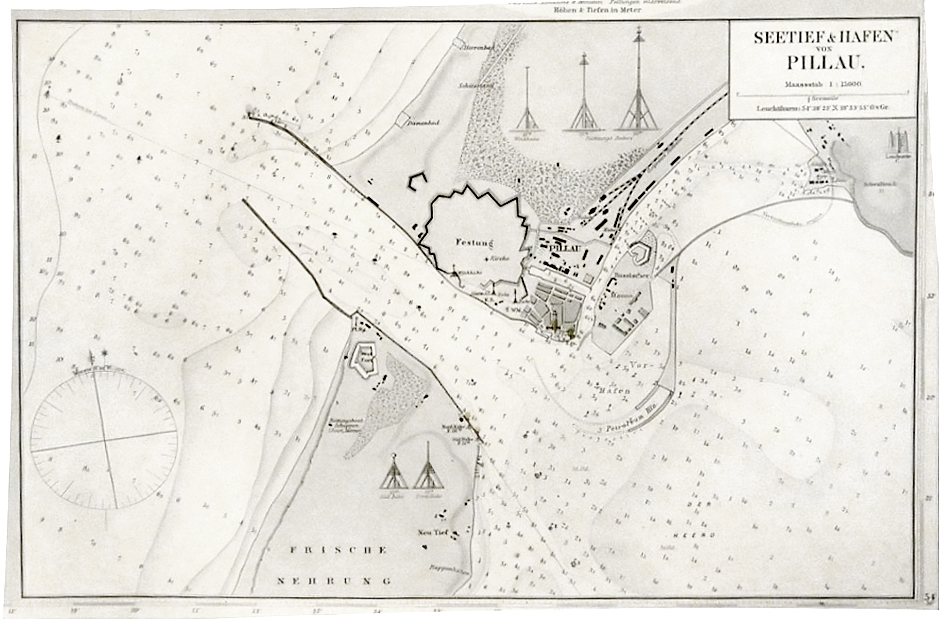
Mapa města z roku 1880
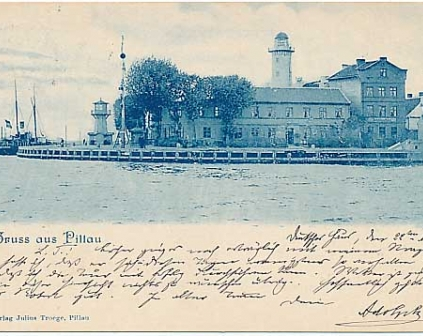
Pilava v roce 1899
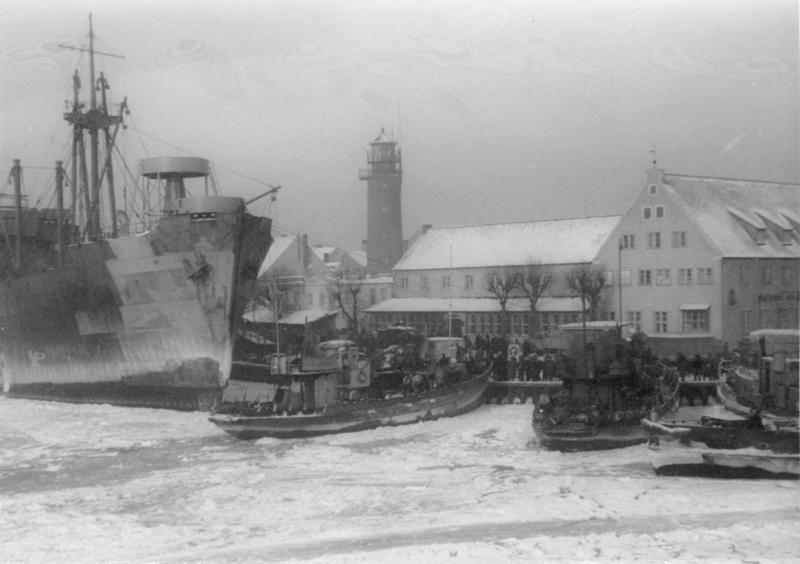
Evakuace německých civilistů v roce 1945
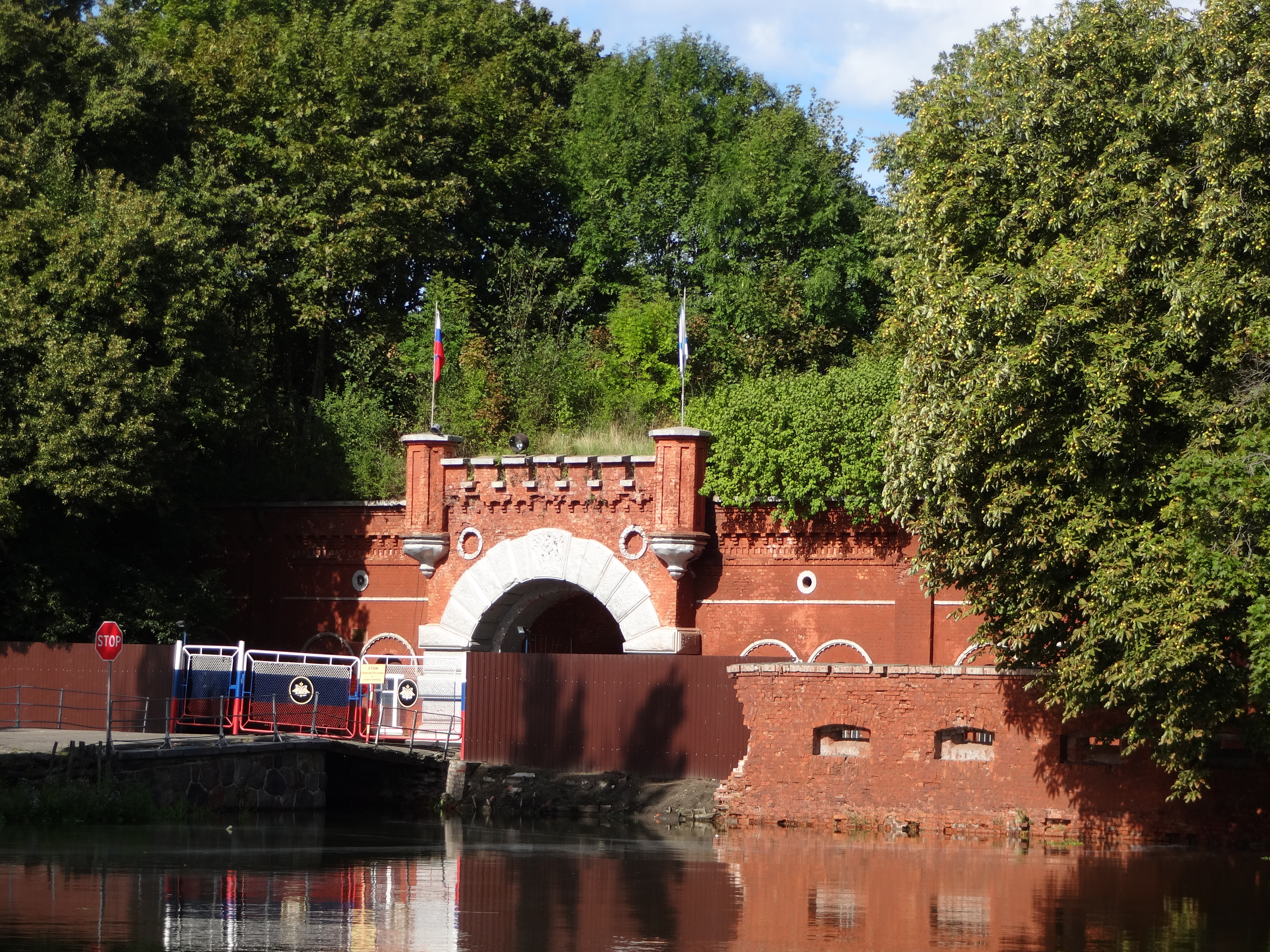
Bastionová pevnost
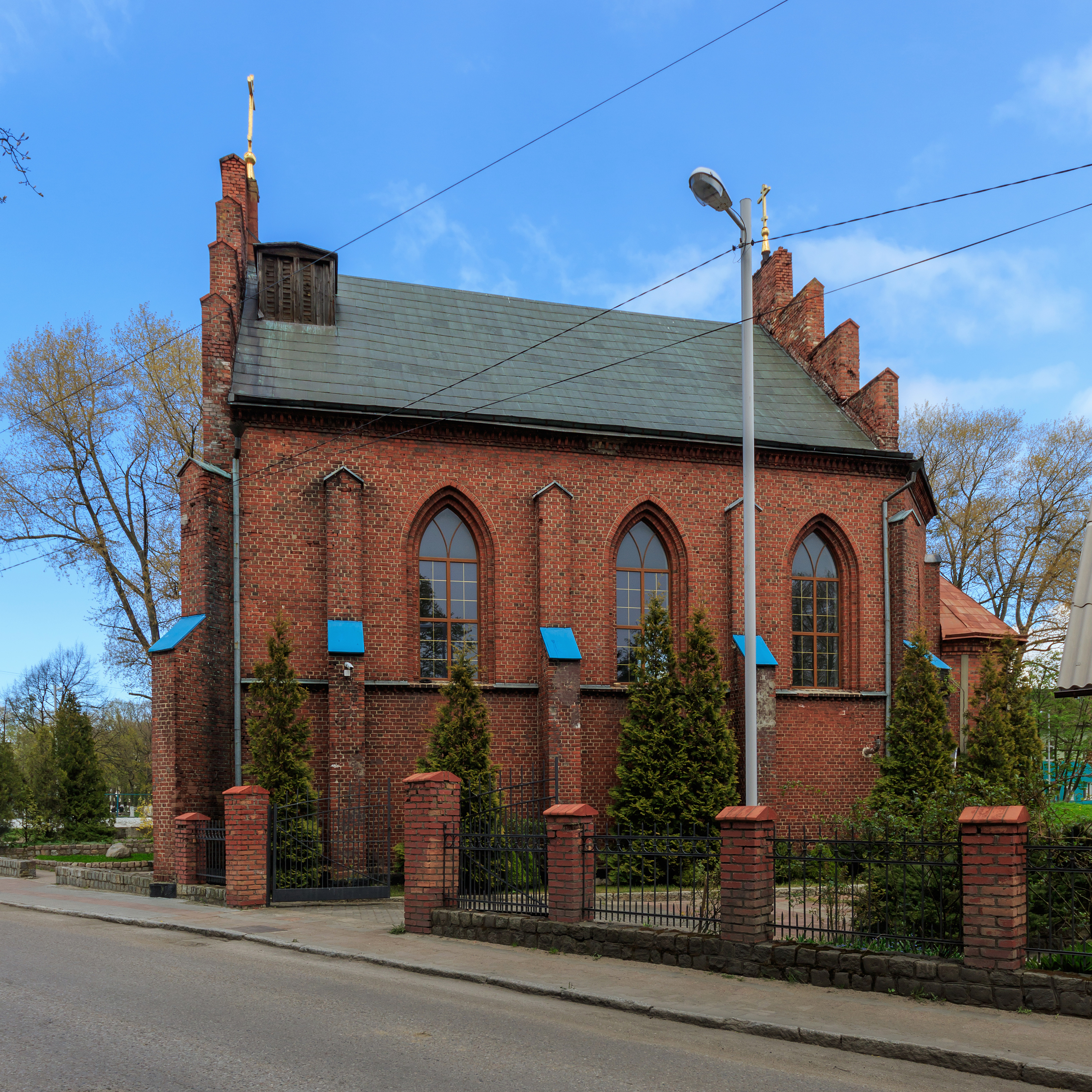
Původní evangelický kostel
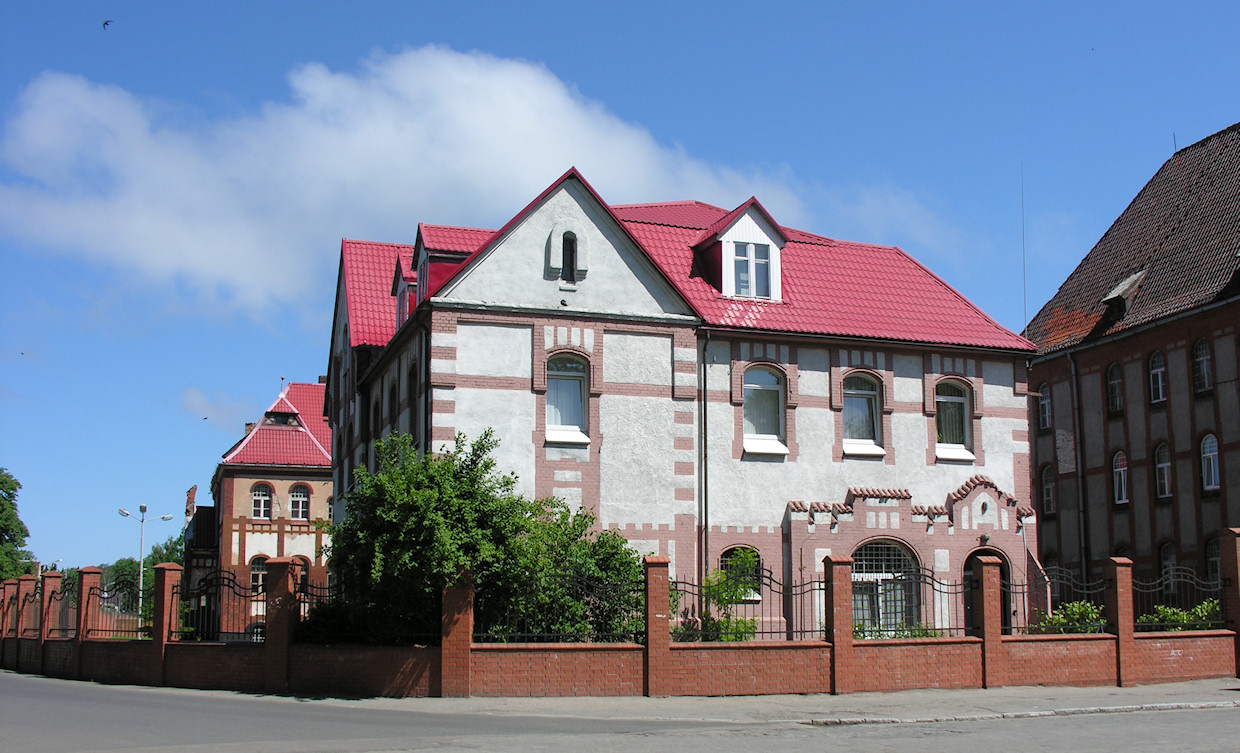
Původní německá zástavba
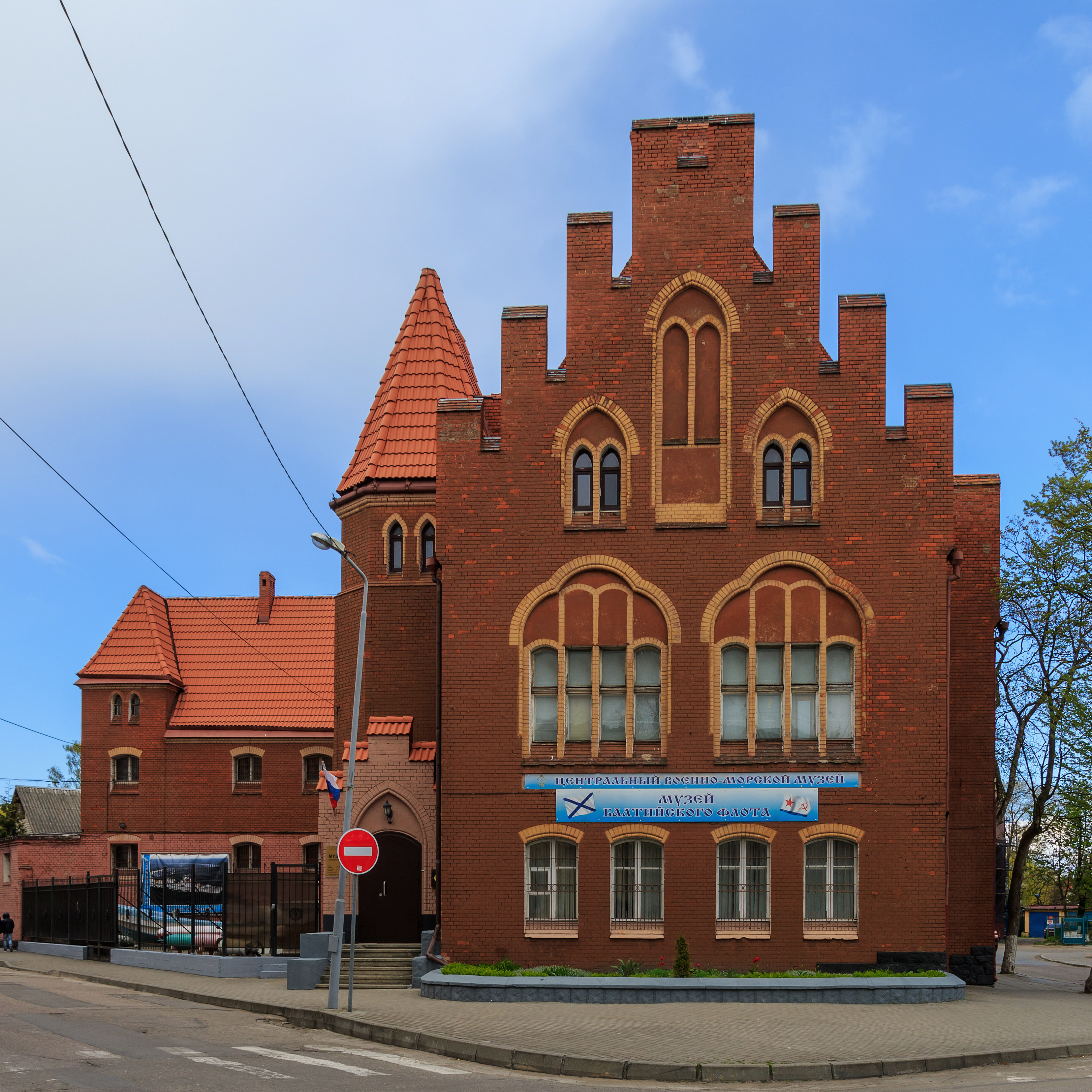
Muzeum Baltské floty
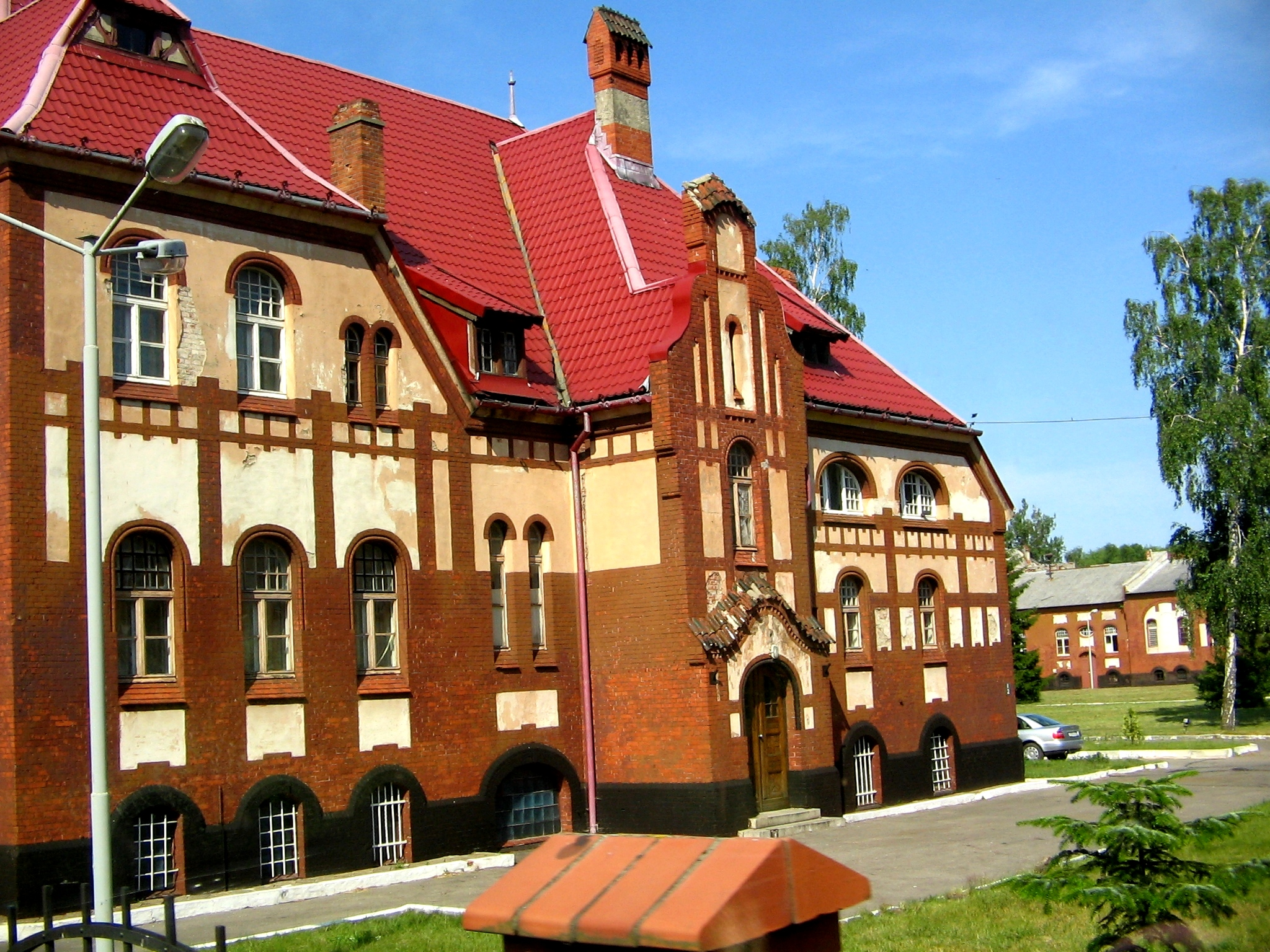
Původní německá zástavba
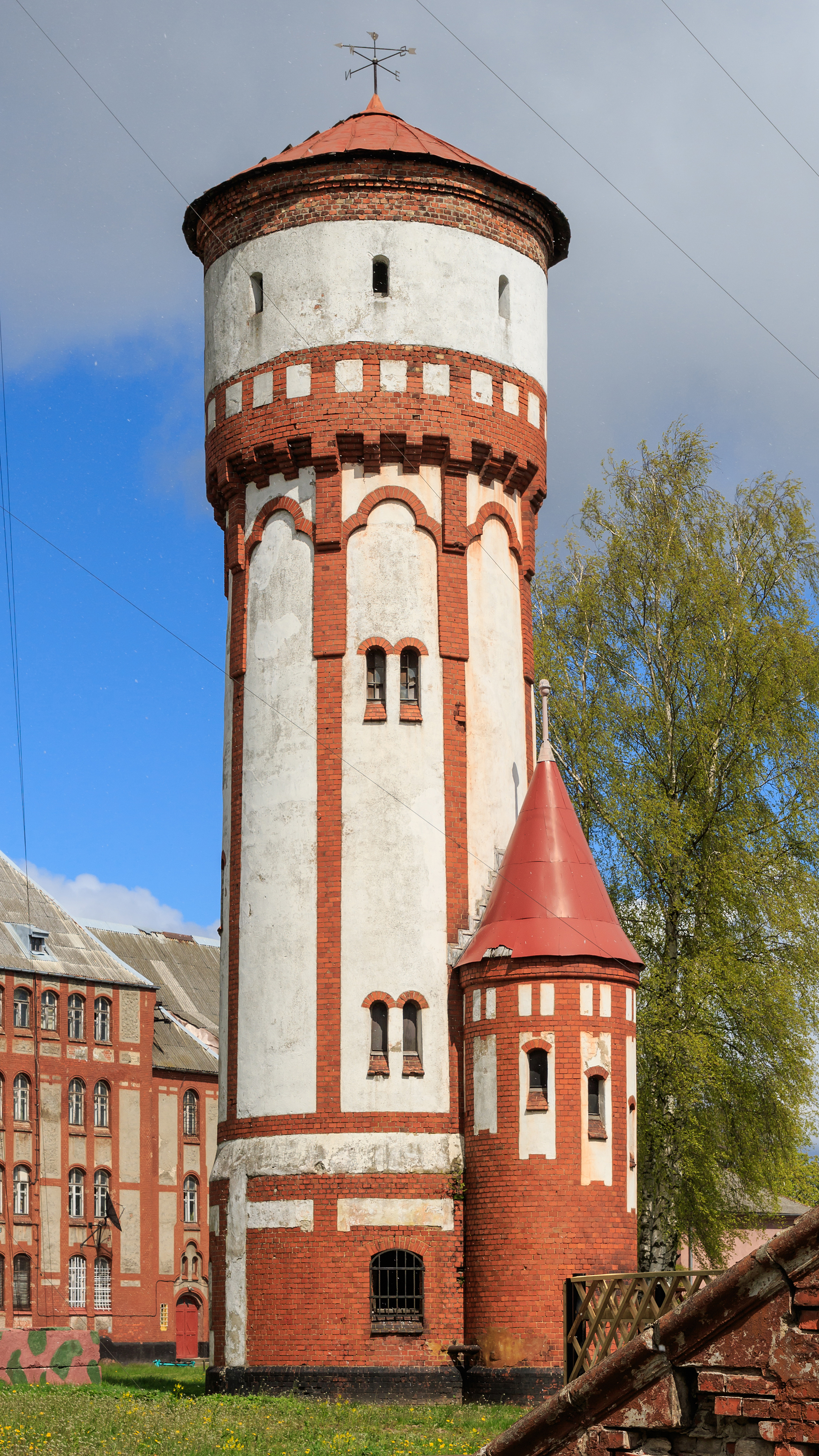
Vodárenská věž
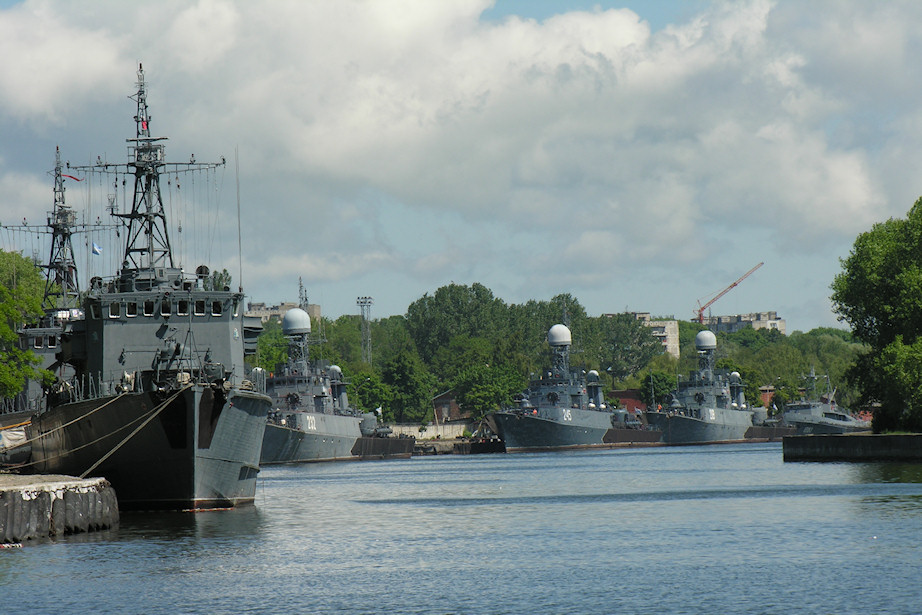
Plavidla Baltské floty v přístavu
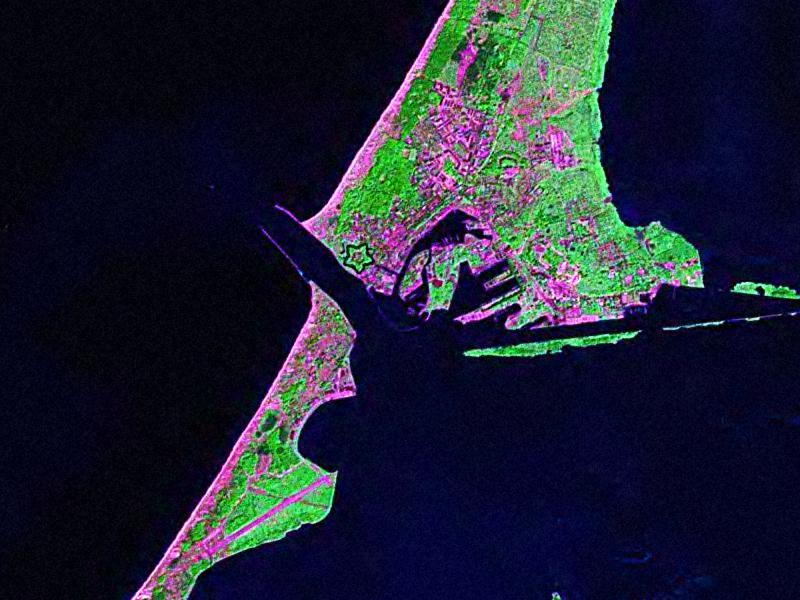
Pohled na Baltijsk z vesmíru (zřetelná je bastionová pevnost)